# 原発問題住民運動全国連絡センター
原発問題住民運動全国連絡センター（げんぱつもんだいじゅうみんうんどうぜんこくれんらくセンター）は、1987年発足の日本の社会運動団体。
原子力発電所の危険に関する住民への啓発活動、福島原発事故の被害者救済および復興、原発再稼働の停止・原発ゼロ社会の構築を目的としている。

## 概要
- 所在地：東京都千代田区神田三崎町2-11-13 MMビルⅡ402号
- 体制：筆頭代表委員 伊東達也、代表委員(幹事)3名[1]
- 1987年12月13日、東京都新宿区市ヶ谷の「家の光ビル」で開かれた原発問題住民運動全国連絡センター懇談会において「原発問題住民運動全国連絡センター（原住連）」を結成[1]。
- 1988年2月、月刊機関誌『原発問題住民運動情報』を発刊。1992年2月、第35号より『げんぱつ』に改題[2]。